# Jorge Lavelli
Jorge Lavelli (Buenos Aires, 11 novembre 1932 – Parigi, 9 ottobre 2023) è stato un regista teatrale e direttore teatrale argentino naturalizzato francese.

## Biografia
Esordì nel 1963 con Le mariage di Witold Gombrowicz, delineando la sua natura di regista ironico ma al tempo stessp legato all'esternazione di sentimenti profondi.
Mise in scena opere di Eugène Ionesco, François Billetdoux, Steven Berkoff, Thomas Bernhard, George Tabori, Tony Kushner e Brian Friel. Fu inoltre attivo nella regia di opere liriche.
Dal 1987 al 1996 fu direttore del Théâtre nationale de la colline.